# سانگیلیپالاما
سانگیلیپالاما (به لاتین: Sangilipalama) یک منطقهٔ مسکونی در سری‌لانکا است که در استان مرکزی (سری‌لانکا) واقع شده‌است.